# Polystichum lehmannii
Polystichum lehmannii là một loài thực vật có mạch trong họ Dryopteridaceae. Loài này được Hieron. miêu tả khoa học đầu tiên năm 1904.